# Sanezumi Fujimoto
Sanezumi Fujimoto (藤本 真澄, Fujimoto Sanezumi) (15 juillet 1910 - 2 mai 1979) est un producteur de cinéma japonais, ayant occupé le poste de chef de production de la Tōhō. Il est coproducteur de La Forteresse cachée (1958) d'Akira Kurosawa, et a également travaillé à la production d'autres films, comme Dernier Caprice (1961) de Yasujirō Ozu, Le Sabre du mal (1966) Kihachi Okamoto, Le Jour le plus long du Japon (1967), et plusieurs films de Mikio Naruse.
Après avoir coproduit La Forteresse cachée, Fujimoto a pour tâche, en tant que chef de production de la Tōhō, de convaincre Kurosawa que créer sa propre société de production serait à son avantage, même si la principale motivation de la Tōhō est d'éviter les risques de dépassement de budget comme cela s'était produit sur La Forteresse cachée. Kurosawa a alors fondé Kurosawa Productions et Fujimoto est devenu membre du conseil d'administration.

## Filmographie partielle
- 1950 : Rapport sur la conduite du professeur Ishinaka (石中先生行状記, Ishinaka sensei gyōjoki?) de Mikio Naruse
- 1951 : Le Repas (めし, Meshi) de Mikio Naruse
- 1953 : Un Couple (夫婦, Fûfu) de Mikio Naruse
- 1953 : Mr. Pu (プーサン, Pu-san) de Kon Ichikawa
- 1953 : Épouse (妻, Tsuma) de Mikio Naruse
- 1954 : Le Grondement de la montagne (山の音, Yama no Oto) de Mikio Naruse
- 1954 : Derniers Chrysanthèmes (晩菊, Bangiku) de Mikio Naruse
- 1955 : Nuages flottants (浮雲, Ukigumo) de Mikio Naruse
- 1956 : Pluie soudaine (驟雨, Shūu) de Mikio Naruse
- 1956 : Le Cœur d'une épouse (妻の心, Tsuma no kokoro) de Mikio Naruse
- 1956 : Au gré du courant (流れる, Nagareru) de Mikio Naruse
- 1958 : Hanayome sanjūsō (en) (花嫁三重奏, Hanayome sanjuso) de Ishirō Honda
- 1958 : La Forteresse cachée (隠し砦の三悪人, Kakushi toride no san akunin) d'Akira Kurosawa
- 1959 : La Naissance du Japon (日本誕生, Nippon Tanjō) de Hiroshi Inagaki
- 1960 : Fille, épouse et mère (娘 妻 母, Musume tsuma haha) de Mikio Naruse
- 1961 : Daigaku no Wakadaishō (en) (大学の若大将, Daigaku no Wakadaishō) de Toshio Sugie
- 1961 : La Dernière Guerre de l'Apocalypse (世界大戦争, Sekai Daisensō) de Shūe Matsubayashi
- 1961 : Dernier Caprice (小早川家の秋, Kohayagawa-ke no aki) de Yasujirō Ozu
- 1962 : Chronique de mon vagabondage (放浪記, Hourou-ki) de Mikio Naruse
- 1962 : Chūshingura (en) (忠臣蔵　花の巻　雪の巻, Hana no Maki, Yuki no Maki) de Hiroshi Inagaki
- 1964 : Une Femme dans la tourmente (乱れる, Midareru) de Mikio Naruse
- 1964 : Mothra contre Godzilla (モスラ対ゴジラ, Mosura tai Gojira) d'Ishirō Honda
- 1965 : The Crazy Adventure (en) (大冒険, Kureji no daiboken) de Kengo Furusawa (simple)
- 1966 : L'Étranger à l'intérieur d'une femme (女の中にいる他人, Onna no naka ni iru tanin) de Mikio Naruse
- 1966 : Le Sabre du mal (大菩薩峠, Dai-bosatsu Tōge) de Kihachi Okamoto
- 1967 : Le Jour le plus long du Japon (日本のいちばん長い日 , Nihon no ichiban nagai hi) de Kihachi Okamoto
- 1969 : Goyokin, l'or du shogun (御用金, Goyōkin) de Hideo Gosha
- 1970 : Buraikan (無頼漢, Buraikan) de Masahiro Shinoda
- 1971 : Pourquoi... (en) (愛ふたたび, Ai futatabi) de Kon Ichikawa
- 1971 : Les Marines attaquent Okinawa (en) (激動の昭和史 沖縄決戦, Gekidō no Shōwashi: Okinawa Kessen) de Kihachi Okamoto
- 1971 : Les Loups (出所祝い, Shussho Iwai) de Hideo Gosha
- 1975 : La Porte de la jeunesse (青春の門, Seishun no mon) de Kirio Urayama